# Chinatown in Europa
Esistono molti quartieri cinesi o Chinatown nelle maggiori città europee. Nel Regno Unito esiste una Chinatown a Londra, così come a Manchester, mentre in Francia a Parigi ve ne sono due: una nel quartiere XIII arrondissement, abitata prevalentemente da immigrati provenienti dal Vietnam ma di origine etnica cinese; l'altra è a Belleville, a nord-est di Parigi. Nel 2002 e 2003 anche a Berlino, in Germania si è pensato di istituire una Chinatown.

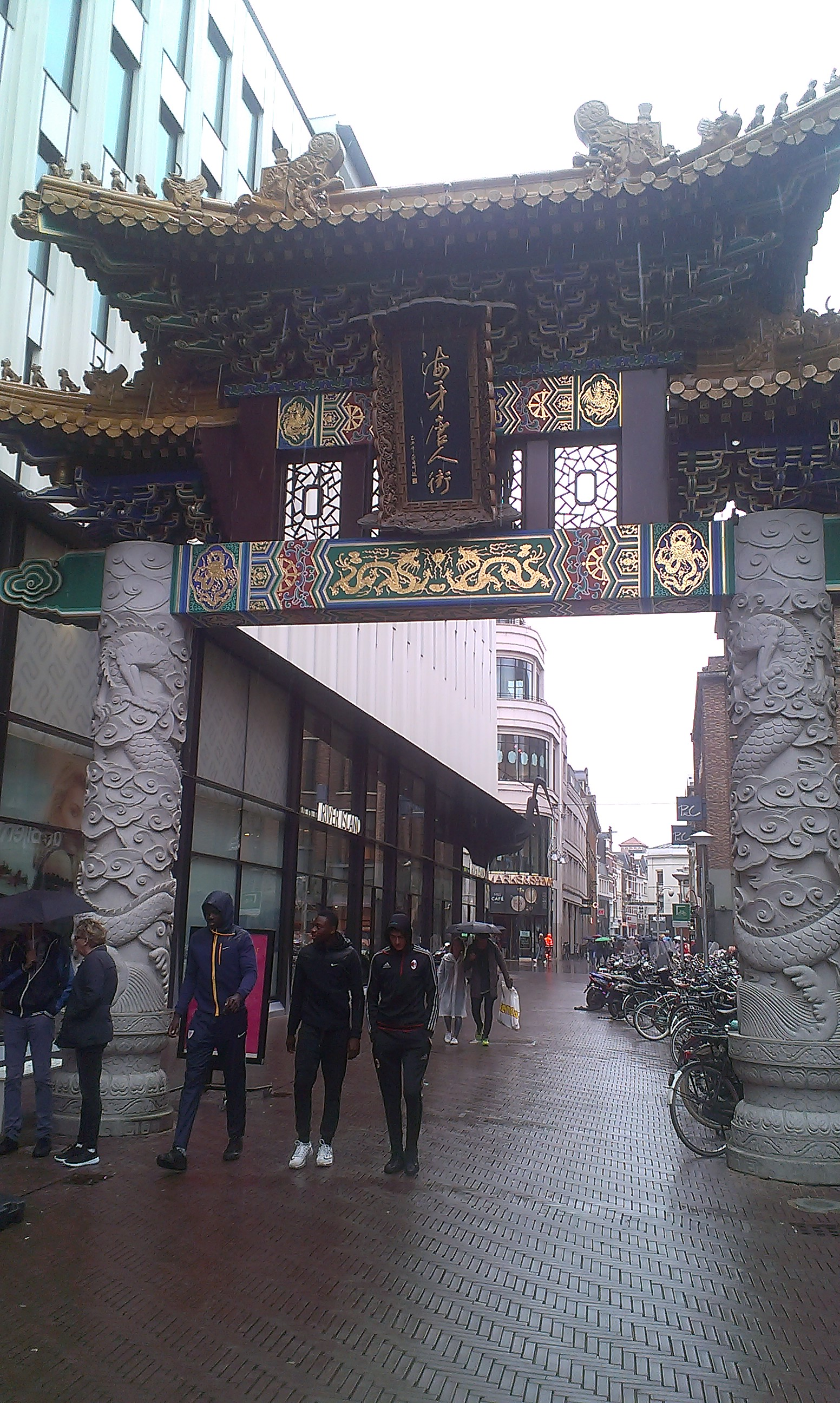
Portone d'ingresso della Chinatown de L'Aia

## Il colonialismo e le prime Chinatown in Europa
Alcune Chinatown europee hanno una storia interessante, mentre altre sono relativamente recenti. Molti mercanti cinesi si installarono in numerose città portuali europee e vi fondarono delle comunità. La più antica Chinatown in Europa è quella di Liverpool, fondata all'inizio dell'Ottocento quando la città cominciò a importare cotone e seta da Shanghai. Intorno al 1910 molti lavoratori cinesi provenienti dalla provincia di Zhejiang rimasero in Francia e fondarono la prima Chinatown a Parigi.
Nell'età del colonialismo in Asia, molti asiatici, divenuti dipendenti dagli imperi coloniali europei, migrarono nei paesi d'origine dei nuovi arrivati, cioè in Europa. E così negli anni cinquanta a Londra si stabilirono immigrati cinesi da Hong Kong e nel distretto di Soho formarono la seconda comunità cinese di Londra, così come immigranti cinesi dalla colonia portoghese di Macao si stabilirono in Portogallo.
Nei tardi anni settanta e negli anni ottanta, alla fine della guerra del Vietnam, molti abitanti del Vietnam ma appartenenti a diverse etnie, tra cui quella cinese, partirono per l'Europa per insediarsi in Francia e Germania e andando ad ampliare la Chinatown già esistente di Parigi. L'altra Chinatown di Parigi, quella di Belleville, fu fondata invece da persone appartenenti alle successive ondate migratorie.
Nell'Unione europea le nazioni che costantemente attirano popolazioni di etnia cinese sono Francia, Italia, Paesi Bassi e Regno Unito. Sin dagli anni cinquanta, ci fu un'ondata migratoria in Francia da parte di popolazioni provenienti dall'Indocina e che raggiunse il massimo al tempo della guerra del Vietnam. Dagli anni 80, molti abitanti provenienti dalla Repubblica Popolare Cinese sono emigrati altrove, tra cui in Europa, anche se il maggiore flusso era diretto verso il Nord America e l'Australia.

## Le Chinatown europee

### Italia
In Italia la popolazione immigrata cinese è in costante aumento. Durante la seconda guerra mondiale esisteva una piccola comunità cinese, che è cresciuta rapidamente nel primo decennio del XXI secolo. Secondo i dati ISTAT al 31 dicembre 2010 i cinesi residenti in Italia erano 209 934, pari allo 0,34% del totale della popolazione residente in Italia; quindi la comunità cinese è la quarta per numero di residenti, dietro a quella romena, albanese e marocchina. Questi dati non tengono conto degli immigrati illegali e degli stranieri che hanno acquisito la cittadinanza italiana.
Il termine italiano per Chinatown è quartiere cinese, ma è anche usato il termine inglese Chinatown.

#### Milano
Il più antico insediamento cinese risale agli inizi del 1920 a Milano, nel quartiere Canonica-Sarpi. Era composto principalmente da cinesi provenienti dalla regione dello Zhejiang, attratti dal particolare tessuto urbanistico che favoriva la concentrazione di laboratori in cortili con abitazioni adiacenti. La presenza cinese restò fortemente minoritaria (meno del 5% degli abitanti e degli esercizi artigianali e commerciali) fino alla metà degli anni novanta.
Le prime attività furono legate alla lavorazione della seta (produzione di cravatte) grazie alla vicinanza con gli impianti industriali del comasco. Durante la seconda guerra mondiale la lavorazione della seta lasciò il posto a quella della pelle per fornire cinture militari ai contingenti italiani e tedeschi. Già durante il fascismo il quartiere era chiamato "quartier generale dei cinesi".
Agli inizi del XXI secolo si è assistito a una trasformazione radicale del quartiere, con il massiccio ingresso di nuove attività gestite da cinesi, prevalentemente focalizzate sul commercio all'ingrosso, che si sono insediate progressivamente al posto dei dettaglianti italiani pagando buonuscite molto elevate per subentrare nei loro locali. Il commercio all'ingrosso è sostanzialmente monotematico, prevalentemente concentrato sull'abbigliamento e la pelletteria.
Con la scomparsa dei negozi al dettaglio che servivano la comunità italiana, svariati negozi cinesi vendono merci e servizi destinati prevalentemente alla comunità cinese. Tra i primi vi furono negozi di pelletteria, supermercati, pescherie, enoteche, macellerie, erboristerie, centri medici, librerie, videoteche, edicole, bar e sale giochi. Dalla fine degli anni novanta c'è stato il boom delle agenzie immobiliari, dei telefonini e dell'hi-tech in genere. Nei primi anni del 2000 sono comparse le prime agenzie viaggi. Il quartiere ospita inoltre le redazioni di numerosi giornali in lingua cinese che vengono stampati nella periferia cittadina e distribuiti in tutta Italia (uno dei più importanti è l'Europe China News).
A tutto il 2010 i residenti cinesi a Milano erano 18 918, abitanti prevalentemente nelle periferie della città, mentre i residenti nel quartiere erano ancora in stragrande maggioranza italiani. La presenza di oltre 500 attività commerciali all'ingrosso che servono gli ambulanti provenienti da tutta Italia, hanno creato una situazione di grave difficoltà ambientale. La struttura urbanistica del quartiere è infatti incompatibile con le necessità logistiche dei grossisti, e la zona è assediata da carrelli e furgoni che la rendono sempre meno vivibile.
La maggior parte dei cinesi che lavorano in Canonica-Sarpi non vi abitano e il quartiere non è quindi strutturato come una Chinatown classica, anche se non mancano iniziative per introdurre tradizioni e proposte culturali cinesi. Particolarmente suggestivo è il capodanno cinese, quando una coppia di dragoni sfila per la via principale del quartiere (via Paolo Sarpi) addobbata per l'occasione. Il corteo che si snoda da Piazza Gramsci all'estremità occidentale del quartiere, viene preceduto da danze e rulli di tamburi e attira una folla di curiosi da ogni parte della città. In Piazza Gramsci si tiene il China Film Festival, mini rassegna all'aperto di film in lingua cinese sottotitolati in italiano.
Nel quartiere si trovano i migliori ristoranti cinesi della città che offrono soprattutto l'autentica cucina dello Zhejiang. Le recensioni delle guide turistiche hanno determinato un crescente interesse turistico, legato soprattutto allo shopping originale, curioso ed economico.
Le contraddittorie caratteristiche della presenza cinese nel quartiere Canonica-Sarpi di Milano e il malessere dei residenti, hanno spinto la giunta comunale a cercare di delocalizzare i grossisti, entrando in frizione con la comunità cinese. Nel 2007 parecchie decine di cinesi hanno sfilato per le strade di Milano per protestare contro un'asserita discriminazione. La situazione creatasi è sconosciuta nelle varie Chinatown disseminate nel mondo, caratterizzate da massiccia residenza di cinesi e prevalenza del commercio al dettaglio.

#### Prato
La seconda comunità cinese in Italia per importanza è quella di Prato, circa 12 km a nord-ovest di Firenze, che alla fine del 2010 contava su 11 882 residenti. Si calcola tuttavia che i cinesi a Prato siano ben oltre 20 000. Tale comunità fu fondata agli inizi degli anni settanta da cinesi provenienti da Milano che allargarono gli orizzonti commerciali della comunità. Più che un insediamento commerciale in una zona del centro storico cittadino quello di Prato ha più l'aspetto di un distretto industriale, se si esclude la strada commerciale vicino al centro.

#### Altre città
Altre comunità più piccole sono a Roma nel rione Esquilino (7 000 abitanti circa), Campi Bisenzio (6 312), Torino (5 500 circa), Firenze (3 500 circa), Bologna (2 000 circa), Napoli (1 500 circa), Catania (2 200 circa) , Palermo (1 450 circa), Bari e Perugia. 

### Belgio
Esiste una Chinatown (Quartier chinois in francese) a Bruxelles che consiste di due vie, Saint Géry e rue Antoine Dansaert.
Nelle Fiandre esiste una Chinatown nella città di Anversa a Van Wesenbekestraat.

### Francia

#### Parigi
Parigi ha molte Chinatown (Quartier chinois): la più grande si trova nel XIII arrondissement, la cui popolazione è di origine non solo della Cina, ma anche del Vietnam, del Laos, della Polinesia francese, dell'Indonesia e della Guyana francese, e vive nei numerosi grattacieli del complesso Les Olympiades. Punto di attrazione turistica di questa zona è il Tang Frères, un supermercato dove si vendono prodotti orientali. In occasione del Capodanno cinese, le vie del quartiere vengono fatte attraversare da sfilate, danze di leoni e di draghi.

#### Lione
Anche Lione ha una Chinatown, situata nel quartiere Condorcet nel VII arrondissement, molto più piccola di quella di Parigi poiché è estesa soltanto sui due isolati di rue Passet e rue Pasteur.

### Germania
Una Chinatown tedesca si trova a Düsseldorf. In Germania per indicare i quartieri cinesi si usa il termine tedesco Chinesische Viertel oppure il termine inglese di Chinatown.
Negli anni venti fu fondata una Chinatown ad Amburgo, ma fu poi devastata durante il nazismo e mai più ricostruita; oggi rimangono di essa solo pochi resti. Durante la seconda guerra mondiale la maggior parte della popolazione cinese residente in Germania si trasferì nel Regno Unito.
Dopo alcune leggi sulla liberalizzazione delle immigrazioni, la Germania dell'Ovest vide un incremento della popolazione asiatica tra il 1970 e il 1980. Nella Germania dell'Est invece molti immigrati, che divennero lavoratori o studenti, provenivano dal Vietnam. Ci sono piani per creare una Chinatown o un'area pan-asiatica a Berlino.

### Ungheria
Un'area dove è concentrata una comunità cinese si è sviluppata nel quartiere Józsefváros di Budapest; molti cinesi vennero dalle province di Fujian e Zhejiang tra gli anni '80 e '90.

### Irlanda
A Dublino si festeggia annualmente il Capodanno cinese. I progetti per istituire una Chinatown a Capel Street, nella parte settentrionale della città, sono però stati molto criticati. La Chinatown di Dublino si trova a Parnell Street.

### Olanda
La maggiore Chinatown dei Paesi Bassi si trova nel quartiere a luci rosse di De Wallen ad Amsterdam, lungo la via Zeedijk, nella Oude Zijde; fu fondata negli anni '80 e da allora si è espansa oltre il distretto. In questo quartiere le insegne sono in lingua cinese e tedesca.
Esiste una Chinatown anche a Rotterdam, a West Kruiskade.
Una terza Chinatown si trova nella città de L'Aia circa 25 km a nord-ovest di Rotterdam.

### Portogallo
La maggiore Chinatown del Portogallo si trova a Lisbona, ma è perlopiù un centro di shopping.
Anche Porto Alto ha comunque una Chinatown.
Molti immigrati cinesi in Portogallo provengono dalla ex colonia portoghese di Macao, che nel 1999 tornò alla sovranità cinese; altri cinesi provengono da Cambogia, Laos, Vietnam e anche Brasile.
Nel nord del Portogallo è in crescita una comunità cinese nell'area industriale di Porto.

### Russia
Esiste un progetto per creare una Chinatown nel distretto di Krasnoselsky a San Pietroburgo, finanziato dagli stessi investitori cinesi immigrati. Il progetto consiste di creare ristoranti, mercati e templi buddhisti su un territorio di circa 2 km²; i lavori sono iniziati nel 2010.
Anche a Mosca vive una comunità etnica cinese, ma non è prevista l'istituzione di una vera e propria Chinatown.

### Serbia
La più grande Chinatown della Serbia si trova a Belgrado, ma esistono comunità cinesi sparse su tutto il territorio. Essi vendono molti prodotti a basso prezzo, soprattutto a Novi Pazar. In Serbia per indicare i quartieri cinesi si usa il termine kinezi che può essere riferito anche alla popolazione cinese in generale.

### Spagna
L'immigrazione cinese in Spagna è meno consistente che in Italia, Francia, Germania e Regno Unito. I cinesi in Spagna sono circa 100.000, molti di loro di seconda generazione; la maggior parte è originaria di Cina, Hong Kong, Macao, Giappone, Corea, Vietnam, Indonesia, Filippine, ma anche di Cuba e Porto Rico, altri ancora da Taiwan. In Spagna, gli immigrati cinesi non si preoccupano di organizzarsi in quartieri separati dal resto delle città, tendono invece a vivere nelle stesse zone degli altri immigrati. Ma in alcune città l'immigrazione cinese è stata sufficiente a dare colore alle vie cittadine.
L'esempio più importante di Chinatown in Spagna è il quartiere Lavapiés a Madrid, in cui risiede anche popolazione originaria della Boemia. Il quartiere El Raval a Barcellona, nella città vecchia tra Ramblas e Parallel, è stato ribattezzato Barrio Chino negli anni '20 dal giornalista Francisco Madrid. Questo è stato per lungo tempo un quartiere povero e ancora oggi non è inusuale la prostituzione, il nome non è dovuto alla presenza di cinesi, ma alle condizioni di miseria che ricordavano la Chinatown di San Francisco. Quest'area è stata riqualificata solo con i Giochi olimpici del 1992; oggi al quartiere si preferisce dare il nome El Raval e Barrio Chino è considerato termine dispregiativo. Gli immigrati cinesi giunti in Spagna più recentemente hanno aperto nuovi centri d'abbigliamento nelle vie Ronda San Pedro o Calle Trafalgar.
Dopo il miracolo spagnolo la Spagna cominciò a ricevere ondate migratorie cinesi.